# Мурашниця прудка
Мурашниця прудка (Grallaria eludens) — вид горобцеподібних птахів родини Grallariidae.

## Поширення
Вид поширений на сході Перу (Укаялі і Мадре-де-Діос) і прилеглих територіях Бразилії (Акрі). Мешкає в низинних тропічних лісах з густим підліском на висоті від 150 до 500 м.